# Guillaume Le Roy (théologien)
 (juin 2025).
Guillaume Le Roy (né à Caen le 10 janvier 1610, mort à l'abbaye de Haute-Fontaine le 19 mars 1684), prêtre et théologien proche de Port-Royal, fut l'abbé commandataire de l'abbaye de Saint-Victor, puis surtout de l'abbaye de Haute-Fontaine, dont il fera l'un des  bastions du jansénisme. Il est surtout connu pour sa querelle sur les fictions avec l'abbé de Rancé, qui eut à l'époque un retentissement considérable au sein de la République des Lettres du Grand Siècle.

## Biographie
Fils de David Le Roy, secrétaire du roi, et d'Opportune de Choisy, apparentée à Jean de Choisy, chancelier de Gaston de France, Guillaume Le Roy est issu d'une famille dévouée au service du roi depuis deux générations, et dont elle tire toute sa fortune.
Après des études à Paris, il s'engage tôt dans la voie ecclésiastique, pour devenir chanoine de Notre-Dame, et recevoir la prêtrise.
Il fréquente assidûment le monde des lettres et des savants de son époque entre l'hôtel de Liancourt et d'autres salons parisiens, côtoyant en particulier Valentin Conrart, Jean Chapelin, ou encore Antoine Godeau.
Ses écrits moralistes et spirituels rencontrent un franc succès dans les milieux ecclésiastiques et mondains, en particulier sa Traduction d'un excellent discours de saint-Athanase (1651). On lui attribue même pendant un temps la paternité des Provinciales.
Guillaume Le Roy est resté célèbre pour sa polémique avec l'abbé Rancé sur la base d'une dissertation sur le sujet : Si c'est une pratique légitime et sainte de mortifier et d'humilier les religieux par des fictions. Rancé se sentant visé dans ses méthodes de direction spirituelle appliquées dans son abbaye de la Trappe, se défend vigoureusement. La controverse se poursuivra de 1672 à 1677. Seule l'intervention combinée du Grand Arnauld et de Bossuet réussira à apaiser la querelle dite « des fictions ».

## Son engagement janséniste
Malgré son adhésion à la doctrine de Port-Royal, sa proximité avec Antoine Arnauld et plusieurs ténors du "parti janséniste" comme Henri Duhamel ou Mathieu Feydeau, Guillaume Le Roy développe une ligne propre au sein du mouvement janséniste, souvent perçue comme extrémiste, ce qui lui vaut parfois certaines critiques des port-royalistes plus modérés. 
Guillaume Le Roy n'en demeure pas moins l'un des plus fidèles alliés de Port-Royal, allant même jusqu'à s'installer dans le voisinage du monastère de Port-Royal-des-Champs, achetant en 1654 le grand domaine et la demeure du Mérantais. Il y fait transférer de Paris sa volumineuse bibliothèque, et fait aménager le vallon pour recréer une "Solitude savante" sur le modèle de Port-Royal. Il y tient un salon où se déroulent ses "conférences" : sorte d'académie dévote qui accueillait des personnalités religieuses notoires, dont plusieurs Messieurs de Port-Royal qui y trouvent refuge à l'image de l'abbé de Pontchâteau.
Sur les conseils de ses maîtres de Port-Royal, Guillaume Le Roy décide finalement de résider définitivement en son abbaye de Haute-Fontaine dans le diocèse de Châlons. Il cède en 1663 sa terre du Mérantais à l'Hôtel-Dieu de Paris. Il décide dès lors de réformer son monastère et d'y établir la règle de Saint-Bernard avec l'aide de l'abbé de Clairvaux. Avec les persécutions grandissantes autour de Port-Royal, il fera de l'abbaye de Haute-Fontaine un des hauts lieux du jansénisme, permettant aux Solitaires et membres du cénacle de Port-Royal d'y trouver refuge, de s'y rencontrer, et d'y composer certains de leurs écrits. L’abbaye de Haute-Fontaine devient dès lors l'un des principaux centres de diffusion de la pensée janséniste dans l'est de la France, que certains de ses détracteurs surnomment la "Genève des jansénistes" 

## Bibliothèque
Guillaume Le Roy fut un authentique bibliophile. Il acquiert dans ses jeunes années une part importante de la bibliothèque de l'humaniste Nicolas-Claude Fabri de Peiresc, mort en 1637. Sa bibliothèque le suit de Paris au Mérantais, en 1654, puis à Hautefontaine en 1663. Peu avant sa mort, il vend cette bibliothèque - à l'exception de quelques volumes et de ses propres papiers - à l'abbaye Saint-Pierre-aux-Monts de Châlons-en-Champagne pour la somme de 12 000 livres. À la suite des confiscations révolutionnaires, cette collection est conservée à la bibliothèque municipale de Châlons. Ses livres portent généralement sa devise. 

## Principales œuvres
- Prière à Dieu pour demander la grâce d'une véritable conversion (1650)
- Traduction d'un excellent discours de saint-Athanase contre ceux qui jugent de la vérité par la seule autorité de la multitude... (1651)
- Les Sermons de S. Bernard sur le pseaume (1658)
- La Solitude Chrétienne (1659-60)
- Règles de la morale chrétienne recueillies du Nouveau Testament (1661)
- Lettres d'un solitaire à... sur la persécution que l'on faisait aux religieuses de Port-Royal (1661)